# Ciccio Merolla
Francesco Merolla, detto Ciccio (Napoli, 10 novembre 1969), è un musicista italiano.

## Carriera
Attivo nel panorama musicale italiano sin dalla metà degli anni '80, dopo l'esordio coi Panoramics nel 1989 è diventato il percussionista di buona parte della scena musicale partenopea: Bennato, Senese, Gragnaniello.
Nel 2004 è uscito il suo primo album solista Nun pressà o'sole (Taranta Power/Rai Trade, 2004), disco di sole percussioni dove i ritmi etnici si sposano con ritmi funky, Hip hop e Techno.
Nel 2008 pubblica il suo secondo album Kokoro (Edel, 2008) dove si lascia andare anche al canto rap e cerca e sprimenta un disco a metà strada fra ritmi sacri e tribali.
Nel 2009 i brani Femmena boss e P'o show, contenuti nell'album Kokoro, divengono videoclip entrambi diretti dal regista Toni D'Angelo, e vengono programmati su vari network nazionali.
Nello stesso anno è stato premiato, sempre per Kokoro, col premio Lunezia nella sezione etno-music in concomitanza scrive il brano vincitore delle audizioni di Piedigrotta, dal titolo "È vita", interpretato da Gennaro Cosmo Parlato. Nel 2010 pubblica l'album dal titolo Fratammè. Nel 2012 partecipa a un duetto con Nino D'Angelo nella canzone Stella Napulitana.
Nel 2009 e 2014 ha partecipato al progetto di beneficenza REGGAE 4 SHASHAMENE (vol. I e vol. II),iniziativa promossa da Elio Fioretti per l'Axum di Messina (Associazione di Amicizia e Cooperazione Italia-Etiopia) insieme ad altri artisti italiani e stranieri, tra cui Ernesto Vitolo, Franco del Prete, Rino Calabritto,Sir Oliver Skardy, Davide Cantarella, Madi Simmon,etc ,gli artisti etiopi Aster Aweke, Zeleke Gessese, Teddy Afro nonché il gruppo molisano Noflaizone.
Nel 2015, partecipa al nuovo singolo del cantautore Gianfranco Caliendo - ex frontman, voce solista, chitarrista e autore de Il Giardino dei Semplici. Il brano si intitola Non si fa, ed è accompagnato da un videoclip ufficiale in cui appare anche Merolla; in seguito, sarà inserito nella compilation di Caliendo Quarantena.
Il 27 luglio 2019 partecipa alla Notte Bianca di Salerno con Mario Trevi, Annalisa Minetti, Ivana Spagna. Per l'occasione duetta con Mario Trevi il suo cavallo di battaglia Indifferentemente.
Nel 2023 il suo singolo Malatìa, ispirato al brano colombiano Guataquí, diventa virale su TikTok con oltre 25 milioni di visualizzazioni e piazzandosi al primo posto su Spotify.

## Discografia
- 2004 - Nun pressà 'o sole
- 2008 - Kokoro
- 2010 - Fratammè

## Filmografia
- Radici, diretto da Carlo Luglio (2011)
- Song'e Napule, diretto dai Manetti Bros. (2013)